# Rivière du Loup (Sankt-Lorenz-Strom)
Der Rivière du Loup (wörtlich übersetzt „Wolfsfluss“) ist ein rechter Nebenfluss des Sankt-Lorenz-Stroms in der Verwaltungsregion Bas-Saint-Laurent der kanadischen Provinz Québec.

## Flusslauf
Der Rivière du Loup hat seinen Ursprung im Lac Saint-Pierre in den Monts Notre-Dame. Er durchfließt die regionale Grafschaftsgemeinde Rivière-du-Loup in nördlicher Richtung. Schließlich mündet er bei Rivière-du-Loup gegenüber der Insel Île aux Lièvres in das Ästuar des Sankt-Lorenz-Stroms. Der Fluss hat eine Länge von 80 km. Er entwässert ein Areal von 1046 km². Der mittlere Abfluss beträgt 18 m³/s. Am Unterlauf gibt es zwei Staudämme mit jeweils angeschlossenem Wasserkraftwerk (in Rivière-du-Loup und bei Saint-Antonin).

## Etymologie
Der Flussname des Rivière du Loup leitet sich von den im Mündungsbereich vorkommenden Seehunden (französisch loups-marins) ab.